# アラゲキクラゲ
アラゲキクラゲ（荒毛木耳、学名: Auricularia polytricha）は、キクラゲ科キクラゲ属に属するキノコの一種。キクラゲの仲間で、表面に灰褐色の微毛がたくさん生えているのが特徴。枯れ木や切り株などに生える身近な食用キノコであり、広く栽培されて主に乾燥品が流通している。
現在の学名は、今後変更される可能性が高い（後述）。

## 名称
和名「アラゲキクラゲ」は、漢字で「荒毛木耳」と書き、ゼリー質の半透明の肉の全面が細かな灰色の荒毛に被われており、湿るとクラゲのようにやわらかくなることから名付けられている。地方名には、沖縄本島のみみぐい、鹿児島県沖永良部島のみんぐそ、奄美大島のみんぐり、大分県西臼杵郡のみみなばなどがあり、いずれも自生するアラゲキクラゲなどを耳と関連付けて呼んでいる。
学名の内、属名はラテン語の「耳介」に由来する。種小名は「多毛」を意味するラテン語のpolytrichusの格変化形。
本種の漢名は「毛木耳」（マオムーアル、拼音: máomù'ěr）。日本語ではキクラゲの漢名「木耳」（ムーアル、拼音: mù'ěr）の熟字訓できくらげと読ませるが、木に生えるクラゲ（水母）のような食感の食材という意味である。「耳」という漢字にクラゲの意味は無い。
ベトナム語では、キクラゲ属のきのこを口語で猫のきのこを意味するnấm mèo（ナムメオ）と呼ぶが、本種を区別して呼ぶ時は、毛木耳をベトナム語で音読みしたmao mộc nhĩ（マオモッニー）という。フィリピンのタガログ語ではtaingang dagaと呼ぶが、ネズミの耳を意味する。インドネシア語では本種を主とするキクラゲ属全般をjamur kuping hitam（黒いキクラゲ）と呼ぶ。

## 分布
日本・中国・朝鮮半島から、フィリピン・タイ王国・マレーシアなど、東南アジアの温帯から熱帯にかけて広く分布する。北米・南米にも産する。一般に、温暖な地域に多いとされているが、日本では北海道北部まで分布が確認されている。

## 生態
腐生性。主に春から晩秋にかけて、シイ・カシ林、里山の雑木林などに見られる。クヌギ、コナラ、ニセアカシア、クワ、カキ、ニワトコなど、さまざまな広葉樹の倒木・切り株・立ち枯れ木などに群生する。生きた樹木の枝枯れ部などに発生することもある。また、温暖な地域では、降雨に恵まれさえすれば冬にも発生がみられる。ふだんは乾燥して縮み、干からびているため見つけにくいが、雨が降った後に水分をたっぷり含んだときには、ぷりぷりになっている。
本種の胞子は一個の核を含み、交配型は二極性であるという。

## 形態
子実体は柄を欠き、傘は杯形ないし腎臓形、あるいは耳形であるが、しばしば互いに押し合って形がゆがみ、窪んだ面に子実層を形成し、背面の一端で樹皮に付着し、径3 - 13センチメートル (cm) 、高さ5 - 1.5 cm程度になる。子実層面は不規則なしわを生じることが多く、鮮時には淡い紫褐色から赤褐色で光沢をあらわすが、乾くと黒っぽくなり、充分に成熟すれば白粉を生じる。肉は薄く、湿っている時には弾力に富んだ堅いゼラチン質あるいは膠質、乾くと小さく縮んで強靭な軟骨質となるが、霧がかかったり雨が降って吸湿すれば再び原形に戻り、ほぼ無味無臭である。表面には灰褐色の短い粗毛を密布し、ビロードのような触感があり、その一部がやや細い突起となって、宿主の樹皮などに着く。子実体の毛は長さ0.5ミリメートル (mm) にも達し、分岐することはなく、無色で厚壁である。
担子器は初めは円筒形であるが、成熟すれば水平に走る隔壁によって四室に仕切られ、個々の小室から一本ずつの小柄を伸ばし、その先端に胞子を形成する。胞子は腎臓形ないしソーセージ状で、無色・平滑、発芽してただちに菌糸を伸ばすか、あるいは、まず胞子の表面に「C」の字状に湾曲した細長い二次胞子を形成し、遊離した二次胞子が発芽して菌糸を形成する。担子器の間隙には、二個の核を含んだ不捻の糸状菌糸が密に配列し、さらにその隙間は無色のゼラチン質で満たされている。担子器が密に並列した子実層と子実体背面の表皮層との間の肉の組織も、ゆるく絡み合った菌糸で構成され、その間隙をゼラチン質が埋めているが、その中間には菌糸がより密に絡まり合った厚い層（メデュラ層）が存在している。

## 類似種
同属のキクラゲは本種よりも子実体がやや小さく、その背面の毛も短くて目立たない点や、子実体の組織内部に存在するメデュラ層がずっと薄い点で区別されている。
北海道から記録されたオオアラゲキクラゲ(Auricularia hispida Iwade)は、胞子にしばしば一枚の隔壁を生じ、子実体背面の毛は多数が集合して長い束状をなすことで区別されている。なお、アラゲキクラゲに似て全体が淡いクリーム色を呈するものを一品種として扱い、ウスギキクラゲ(Auricularia polytricha f. leucochroma (Y. Kobay.) Y. Kobay.)と呼ぶ。小笠原諸島（母島）産の標本をもとに記載された。
北アメリカにおいては、本種はAuricularia cornea Ehrenb.やAuricularia tenuis (Lév.) Farl. との間に相互稔性が認められるとされ、種としての範疇には今後の検討の余地があるという。

### 最新の分類学的検討
近年のキクラゲ及びその仲間の分子系統解析が進んだことを受け、白水貴らが日本産の「アラゲキクラゲ」を分析したところ、全てA. corneaと同定され、狭義のA. polytrichaは見つからなかった。A. corneaにはKobayashiにより「ナンカイキクラゲ」の名が与えられている。

## 利用

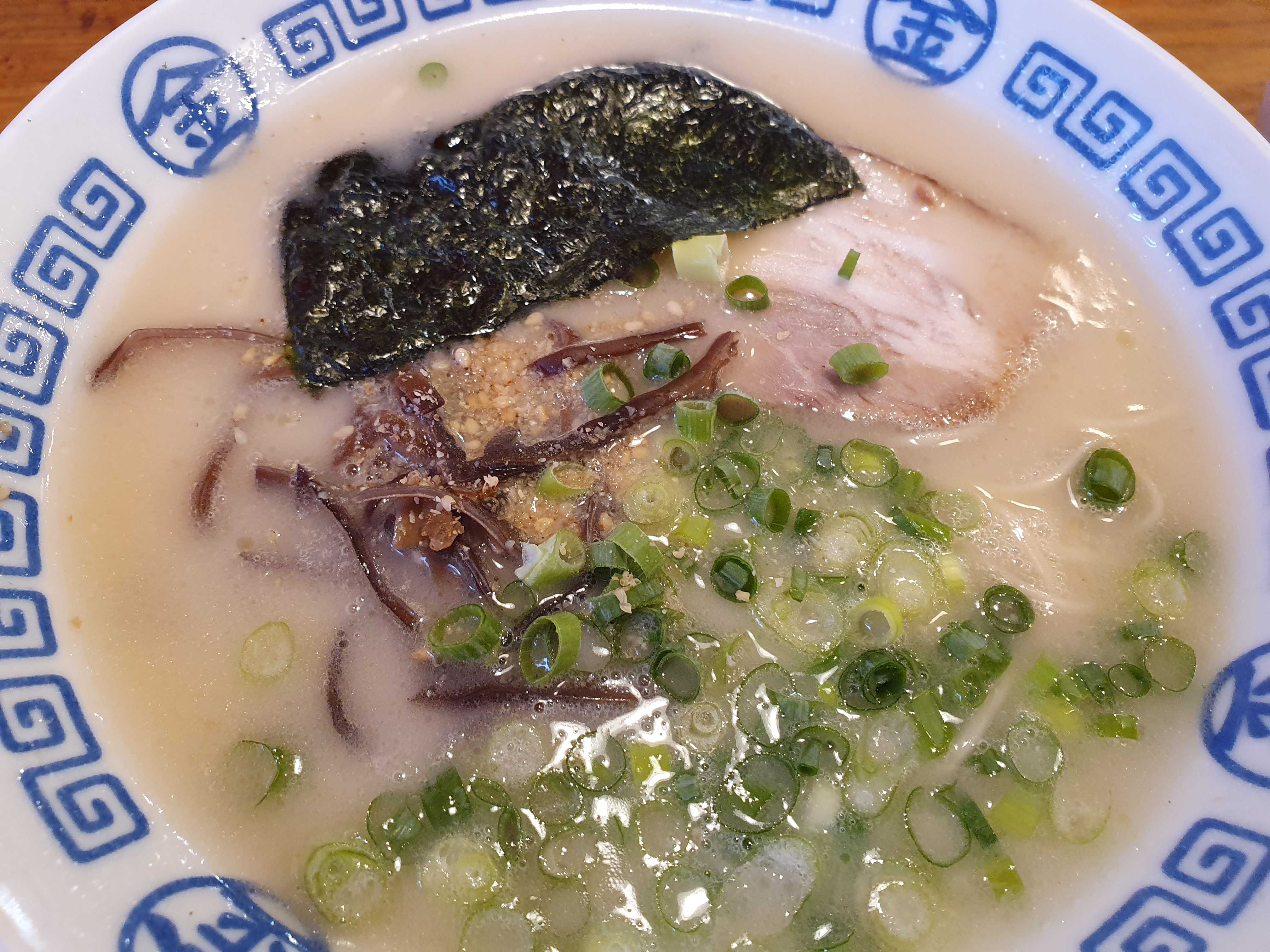
とんこつラーメンのトッピングとしてもおなじみ

キクラゲ類は外観が類似した有毒キノコが少なく、食感もよいため、古来から食用菌として利用されている。キクラゲを含め、中華料理や豚骨ラーメンの具としてもおなじみで、下処理をしてから主に炒め物、酢の物、すき焼き、刺身、チゲ、ナムル、薩摩揚げの具などに用いられる。アラゲキクラゲは、キクラゲよりも肉厚でかたく、コリコリした歯ごたえが楽しめるので、野菜炒めやちゃんぽんの具に適している。サラダ、佃煮の具にしてもよい。精進料理、普茶料理でも多用され、それから変化した大分県中津市の和菓子巻蒸にも使われている。鹿児島県沖永良部島の奄美料理では生の「みんぐそ」を天ぷらや卵炒めなどにしても食べる。
たくさん採取できたら天日干し、または温風乾燥して保存する。主に栽培されたものの乾燥品が流通しているが、近年は沖永良部島産のものなどが生のままでも出荷されている。商品価値としてはキクラゲのほうが高いといわれている。生のものは、乾燥品を水戻ししたものより、より弾力性と歯ごたえに富む。乾燥品は食べる前に水かぬるま湯で戻し、石突き（根本）部分を切り落とす。

## 人工栽培
仲間のキクラゲと同様に、中国・台湾・日本・ベトナムなどで広く栽培が行われている。原木栽培の他、木粉などを混合して煉瓦状に成形した菌床で栽培される。日本における栽培品の主産地である鹿児島県沖永良部島では、特産のサトウキビから出るバガスを栄養源にして栽培されている。
原木栽培
原木伐採は休眠期(11-3月)に行い、数ヶ月の乾燥の後、種菌を接種する。栽培における最適樹は、クワやニワトコ、アカメガシワ、そしてナツグミやアキグミなどのグミ属の樹木で、続いて適樹はケヤキ、コナラ、サクラ、クルミ、エノキ、ヌルデ、ポプラ、ハンノキなどである。
排水良好で直射日光の当たらない、散水管理が可能な林地に伏せ込む。
発生は、種菌を接種した年の 7月下旬頃から始まり、翌年以降は春から降雨のたびに発生する。
原木一代の発生は、3-5年程度継続する。
菌床栽培
広葉樹の木粉に、栄養材として小麦のふすま・砂糖・大豆粉・コメ糠・バガス（サトウキビの搾りかす）、さらにpH調節のために、石膏や過リン酸カルシウムなどを適宜に加える。1970年代にライムケーキ（テンサイの搾りかす）を使用する研究が行われたが実用化には至っていない。
培地の含水率を65パーセント程度に調整した後、コンテナに均一に充填し、滅菌する。放冷した後、無菌的に種菌を接種する。
18-23℃の温度で約1ヶ月間培養し、培地の全面に充分に菌糸が蔓延し、子実体の原基が発生し始めたら、空中湿度の高い雰囲気下に移す。適度な空中湿度が保たれていないと、子実体は正常に展開・発育しない。また、一定の光量がないと着色せず、子実体の発育自体も阻害される。
原基形成の開始後、10日め程度から収穫が可能となる。適正な管理が行われれば一年間に3〜6回の収穫ができる。